# ヒップホップ (ダンス)
ヒップホップダンス（hip hop dance）は、アメリカで発祥したストリートダンスの一種。ヒップホップ文化に属している。

## 歴史
このダンスは1970年代初頭にルーツがあり、アップロック、ブレイクダンス、ファンク・スタイルなどがあった。1972年のジェームス・ブラウン「ゲット・オン・ザ・グッド・フット」に合わせたダンスは、初期の例である。ブレイクダンスはラップ、スクラッチやグラフィティ・アートとともに、ラップ文化としてニューヨークから全米に拡大していった。キッズがブレイキングやエレクトリックブギに進化させたと多くのニューヨークの黒人達は証言している。ブレイクダンスは、男女で踊ることもあるソウルダンスと融合して、ニュージャック・スウィング/ヒップハウスの時代に進化していった。
ブレイクダンスは、アンダーグラウンドから80年代には世界的に知られるようになった。21世紀にはオリンピックにも採用しようという動きが出てきたが、初期のブレイクダンス・ファンからは五輪種目となることに疑問の声も出ている。
世界的に有名なヒップホップダンスチームにElite Force(エリート・フォース)がいる。ヒップホップダンスの創始者。主なメンバーはBuddha Stretch（ブッダ・ストレッチ）, Henry（ヘンリー、Linkとも呼ばれる）, Loose Joint（ルース・ジョイント）、E-Joe（イージョー）である。エリート・フォースは、マライア・キャリーやマイケル・ジャクソンのバックダンサーを務めたことで、有名になった。

## 主なダンスのスタイル
- ブレイキング　（Breaking / B-boying）
- ロッキング　（Locking）
- ポッピング　（Popping）
- クランピング　（Krumping / Crumping）